# Metahelea metallescens
Metahelea metallescens är en tvåvingeart som beskrevs av Edwards 1929. Metahelea metallescens ingår i släktet Metahelea och familjen svidknott.
Artens utbredningsområde är Filippinerna. Inga underarter finns listade i Catalogue of Life.